# Ilja Muromec (vodopád)
Ilja Muromec (rusky Илья Муромец) je vodopád na Medvědím poloostrově na ostrově Iturup na Kurilech, v ruské Sachalinské oblasti. S výškou 141 m je osmým nejvyšším vodopádem v Rusku.

## Etymologie
Neobvyklé jméno vodopád získal přírodní síle a úchvatnému dojmu, kterým vodopád v roce 1946 zapůsobil na sovětské objevitele vodopádu. Ve svém popisu ho členové vědecké expedice srovnávali s hlavním ruským hrdinou Iljou Muromcem, který představuje nepřemožitelnou sílu.
V japonštině se vodopád jmenuje Rakkibecu (v překladu padající řeka).

## Popis
Voda z vodopádu padá z výšky 141 metrů bez říms. Vodopád spadá ze sopky Démon, na jejím severovýchodním svahu. Padá z útesu do vod Vriesova průlivu.
Vodopád Ilja Muromec je možno sledovat pouze z výletní lodi nebo při letu letadlem, po souši není přístupný.

## Zajímavost
Vodní kaskády přitahují velryby grónské, které sem připlouvají zbavit se korýšů nalepených na jejich těle. Sladká voda na soutoku hlučného vodopádu je pro korýše nepříjemná a velryby si zde čistí svou kůži.